# Montes de Colón
Los montes de Colón, son una serie de montañas que se encuentran en el departamento de Gracias a Dios en la zona noreste de Honduras. Los mismos, que se encuentran en la zona de Mosquitia, poseen elevaciones moderadas de unos 650 m.
Los montes se encuentran cubiertos de espesas selvas, producto del clima tropical y las lluvias. Entre las especies vegetales que pueblan la región se encuentran caoba, ceiba, palo de rosa, ébano, palo de Campeche y palo brasil. Posee una rica fauna que incluye monos, ocelotes, pecaríes, y aves. Existen ciertos sectores con explotaciones agrícolas de cacao, bananas, y caña de azúcar.